# Cost Index
Une compagnie aérienne a intérêt à minimiser le coût d'exploitation de ses lignes. De nombreux facteurs s'additionnent dont le carburant utilisé, les salaires, la maintenance, etc. Ces facteurs ne sont pas indépendants puisque la consommation est directement proportionnelle à la vitesse alors que les dépenses de salaires et de maintenance sont directement proportionnelles aux nombres d'heures de vol effectuées.
Le Cost Index est un élément de comparaison pour un trajet, un avion et une compagnie donnés. C'est aussi un paramètre du système de gestion de vol (FMS) permettant l'optimisation de la trajectoire d'un avion en privilégiant soit les économies de carburant (choix d'un CI < au CI connu) soit la réduction des charges (choix d'un CI > au CI connu).
Définition — 
Le Cost Index d'un vol est donné par le rapport entre le coût d'exploitation d'une heure de vol {\displaystyle c_{time}} et le coût unitaire du carburant {\displaystyle c_{fuel}} , c'est-à-dire : {\displaystyle CI={\frac {c_{time}}{c_{fuel}}}}.
Le prix du carburant étant variable en fonction des escales, les salaires dépendant de la réglementation et de la structure de la compagnie, le coût de la maintenance étant lié au type d'avion il en résulte que la comparaison de deux CI n'a de réelle signification que dans des conditions d'exploitation semblables. De plus, les deux principaux constructeurs d'avions de ligne utilisent des unités différentes, ce qui ne permet pas de comparaison directe:
- chez Airbus ($ par minute de vol) / ($ par kg de fuel) ;
- chez Boeing ($ par heure de vol) / ($ pour 100 livres).

Le Cost Index permet d'exprimer le coût du temps d'un vol en une quantité de carburant ayant le même coût. Ainsi pour un temps de vol donné {\displaystyle t}, la quantité de carburant {\displaystyle q_{t}} ayant le même coût que {\displaystyle t} est donnée par la relation {\displaystyle q_{t}=t\times CI}. Le FMC (ou FMGC) du FMS ne minimise ni la quantité de carburant ni le temps de vol mais le paramètre agrégé quantité de carburant consommée plus quantité de carburant équivalente au temps de vol.
Utiliser un Cost Index de 0 permet au FMS d'utiliser un profil de vol minimisant la consommation de carburant, alors qu'un Cost Index élevé lui privilégie un profil de vol minimisant le temps de vol.  Le Cost Index permet d'ajuster et d'optimiser les coûts directs d'opération en prenant en compte le temps de vol ainsi que le carburant consommé.